# Toshigami
Toshigami (jap. 年神 lub 歳神) – japońskie bóstwo noworoczne. 
Toshigami, będący wyobrażeniem opiekuńczego przodka rodziny, odwiedza domy w dniu Nowego Roku, przynosząc doń szczęście. Na powitanie bóstwa skrupulatnie sprząta się domostwo, a jego wejście przyozdabia dekoracjami wykonanymi z sosny i bambusa (kadomatsu). Składa się mu także ofiarę na domowym ołtarzyku.
W niektórych regionach Japonii Toshigami jest traktowane jako bóstwo żywności i rolnictwa. "Ukazuje się" jako stary mężczyzna lub kobieta. W prefekturze Kagoshima młodzi mężczyźni przebierają się w wieczór noworoczny za starców z białymi brodami i rozdają dzieciom ciastka ryżowe.